# Volodarsk (Oblast' di Nižnij Novgorod)
Volodarsk (in russo Володарск?) è una cittadina della Russia europea centro-orientale, nell'oblast' di Nižnij Novgorod, capoluogo del rajon Volodarskij).
Sorge sulle rive del fiume Sejma e dista circa 50 km da Nižnij Novgorod,  ha ricevuto lo status di città nel 1956.